# ヤマハ・MT-09 トレーサー
MT-09 TRACER（エムティーゼロナイン トレーサー）は、ヤマハ発動機が製造販売するオートバイ（大型自動二輪車）である。

## 概要
2015年1月13日にヤマハ発動機から発表され、同年2月10日から販売が開始された。「基本プラットフォームをベースにしたバリエーション展開の拡大」の第1号として「MT-09」をベースにスポーツ性を重視したスポーツ・マルチ・ツール・バイクをコンセプトとしている。
2015年から日本や欧州などの各主要マーケットではMT-09 TRACER、米国では「FJ-09」として販売開始。2016年にTRACER700の登場に伴い、欧州では車名が「TRACER900」に変更され、2016年の時点では市場により3つの異なる車名が存在していたが、2018年に日本市場で車名をTRACER900に変更、追うように2019年に米国でも車名がTRACER 900となり統一された。また2021年からは各マーケットとも車名をTRACER9に変更された形で販売されている。

## モデル一覧

### RN36J（2015年-2016年）
2SC型
2015年2月10日に日本国内仕様はMT-09 TRACER ABSとしてABSが標準で装備された形で発売。車体は大型風防が装備されるなどツアラーを意識したデザインとなり、MT-09よりも先にトラクションコントロールシステムが標準で装備されていた。

### RN51J（2017年-2020年）
2SC型（2017年）
2017年2月15日にMT-09 ABSと同時にモデルチェンジされ、エンジンはMT-09 ABSとの型式共通化で同じスペックとなり、アシスト＆スリッパーの追加装備が行われた。認定形式も「RN51J」に変更されたが見た目は先代のRN36Jと同じで、車名もMT-09 トレーサーのままとなっていた。
B5C/B1J型（2018年-2020年）
2018年4月20日にマイナーチェンジを受けるとともに、モデル名をこれまでのMT-09 トレーサーからTRACER900「トレーサー900」へと変更。（ヤマハでの正式名はTRACER900 ABS） 開発コンセプトは“Two Sides of the Same Coin： Sports and Travel”となっており、高いスポーツ性を維持しつつも、新型フロントスクリーンの装備、ハンドルバーおよびブラッシュガードの再設計、リアアームの延長など、ツーリング時の快適性を高めた仕様に。

上級モデルであるTRACER900 GTも2018年6月15日に発売。こちらは標準モデルから、フルアジャスタブルフロントフォークの搭載、リモート操作機構付リアサスペンションの搭載、フルカラーTFT液晶マルチファンクションディスプレイの採用、クルーズコントロールシステムの採用などさらにツーリング性能を高める機能が追加されている。

### RN70J（2021年-）
BAP型
フルモデルチェンジを受けて、モデル名をTRACER9「トレーサー9（ナイン）」へと変更。先代では日本でもTRACER900/TRACER900 GTの2モデルが販売されていたが、このモデルから上級グレード「TRACER9 GT」のみ導入された
“Multirole fighter of the Motorcycle”（多用途戦闘機のような二輪車）をコンセプトに、「MT-09」譲りの高いスポーツ性能とツーリングなど多用途に使えるバイクとして開発された。
水冷並列3気筒エンジンの排気量は、シリンダーボアはそのままに（78ミリ）、ピストンストロークを延長（59ミリから62.1ミリへ）し、888ccにまで拡大。また平成32年（令和2年）規制に適合。
ツーリングで3バッグ搭載時でも走行が安定するよう、MT-09から60mm長くなった専用リアアームが装着された上で、ピボット部の構造も変更。「ダンパー内蔵サイドケース取り付け用ステー」によりサイドケースが取り付けられた状態でもウィーブモード（バイクがバンクした時に発生するローリングとハンドル軸を中心にねじれるようなヨーイングが連成して発生する振動）を抑制するようになっている。
メインシートはシート高が調整式（ローポジションで820mm、ハイポジションで835mm）となり、先代RN51J（850mm）よりも低くなった。タンデムシートは厚みのあるものが採用され、グラブバーも腰のホールド性やタンデムグリップの握りやすさと車体デザインの調和を重視したものに変更。
また新開発された6軸の「IMU」（Inertial Measurement Unit）とIMUの情報を受け取り車両側にフィードバックするECUを搭載。ECUにより「バンク角も反映した新型トラクションコントロールシステム」、「旋回性能をサポートするSCS（スライドコントロールシステム）」、「前輪の浮き上がり傾向時にライダーを支援するLIF（リフトコントロールシステム）」の3種を制御し、各システムとも介入レベル調整、及びON・OFF設定が可能となっている。
上記IMUに連動するコーナリングランプも搭載。バンク角に応じて点灯を開始させ、バンク角が深くなるにつれて明るさが増す設計になっている。

メーターについては3.5インチのフルカラーTFTメーターを左右にダブルで採用。左のメインメーターは、回転数に応じて色が変化するデジタルバータコメーター、燃料計、平均燃費、水温計、外気温計、ギアポジションインジケーター、ETCインジケーターなどの機能を搭載。右側のメーターでは、各情報から4種を選び拡大表示でより多くの情報表示が可能。